# Ikv 91
Ikv 91（Infanterikanonvagn 91）は、ヘグルント社（現在はBAE システムズ・ランド・アンド・アーマメンツに吸収）が開発・製造し、スウェーデンが運用していた水陸両用戦車である。

## 開発・製造
スウェーデン軍により旅団規模の歩兵部隊に配備される直接火力支援および対戦車戦闘任務用として開発された車両で、国土の大半を森林や湖沼が占める国情に合わせた水陸両用戦車として設計された。
1969年に試作車が完成、1974年に先行量産車が製作された。1975年には量産が始まり、1978年までに210両が製造された。

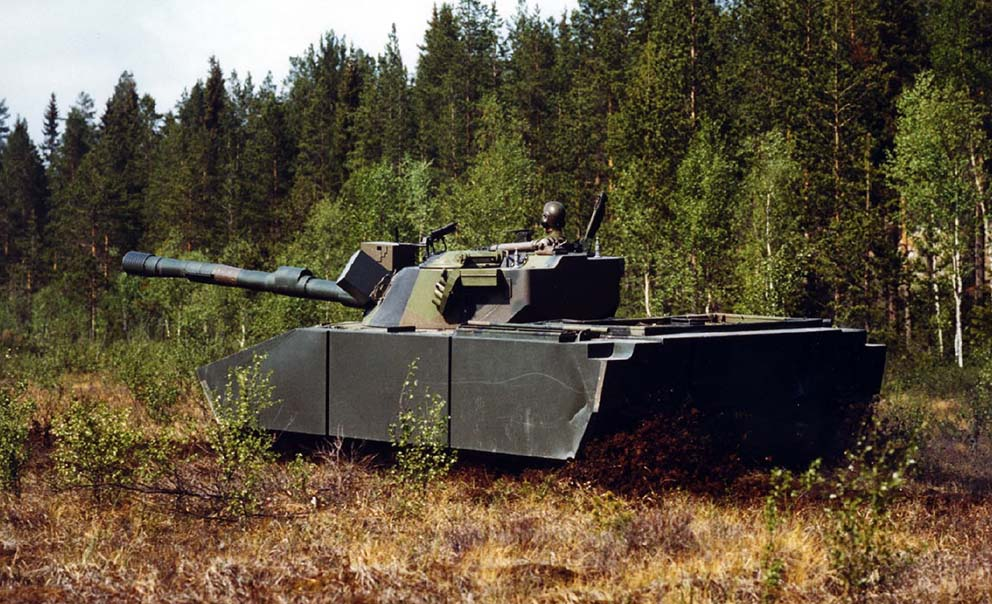
実地試験中のIkv 91–105
（1988年8月15日撮影）

1980年代には主砲を105mm戦車砲に換装する計画が立てられたが、105mm口径砲の搭載は砲塔と車体の構造強度から難しいとされ、1983年には新型砲塔にラインメタル社製のRh-105-11低反動砲を搭載したものが「Ikv 91–105」の仮名称で試作車が製造された。この低反動化105mm砲型はインド軍が興味を示したため、主砲をボフォース社製105mm低反動砲とし、インド軍の要求に応じて水上航行能力を強化、サーブ社製の赤外線暗視システムを搭載して夜間戦闘能力を強化した能力向上型に発展したが、IkV 91は開発中の新型歩兵戦闘車（Stridsfordon 90）によって置き換えられることが確定し、同車の派生型として105mm低圧ライフル砲を装備する砲塔を搭載した戦車駆逐車型の開発も決定したため、Ikv 91–105は試作のみに終わった。

## 構造
兵装・機関部など、部品の大半をスウェーデンの企業によるものが多く、国産率を高めている。

### 車体
車体はサイドスカートを装着する圧延防弾鋼板製の溶接構造だが、浮行性を持つためにかなり軽量に作られており、防御力は装甲兵員輸送車程しかない。浮行時の波きりの為に、折畳式のトリムベーン（波切板）を車体前部に取り付けている。砲塔の旋回と主砲の俯仰は油圧式である。砲塔側面には発煙弾発射機を5本ずつ装備する。また、NBC防護装置も標準装備する。
乗員は4名で、操縦手は車体前部中央に座り、砲塔右側に砲手と車長が前後に、装填手が砲塔左側に座る。

### 機関・駆動部
エンジンはボルボ社製TD120A 6気筒液冷ターボ・ディーゼルエンジンを搭載し、軽量の車体と相まって65km/hの路上最高速度を発揮する。
変速機は米アリソン社製のHT7400トルクコンバータを搭載する一方で、トーションバー式の装輪やクラッチ・ブレーキ式操向機などの駆動部は同じヘグルント製のPbv 302装甲兵員輸送車の駆動部と共通のものである。水上航行はキャタピラの駆動で行なう。

### 兵装
主砲はボフォース製KV90S73 90mm低圧砲で、戦後第一世代の西側諸国主力戦車（M48・61式戦車など）と互角の打撃力を有するが、砲安定装置は装備されていない。90mm低圧砲弾は59発を携行する。
照準機は車長用のペリスコープサイト（倍率10倍）、砲手用ペリスコープ・サイト（レーザー測距機内蔵、倍率10倍）を装備し、AGA社製の弾道計算機も搭載する。暗視装置を装備しないので夜間戦闘能力は比較的劣るが、砲塔後部に照明弾発射機を装備した車両もある。
副武装としてKsp 58 7.62mm機関銃を主砲同軸と装填手用ハッチに各1丁装備する。

## 運用
製造された210両は全てスウェーデン陸軍に配備され、歩兵旅団内の機甲中隊に配属された。一部の車両は機械化旅団の対戦車中隊に配属されたが、これは後に戦車中隊に改編されてセンチュリオン戦車に置き換えられている。
Ikv91はSタンクと共にスウェーデンの武装中立の一翼を担ったが、2000年代までにStrf90に更新されて全車退役した。